# ウィリアム・プリンス
ウィリアム・プリンス（William LeRoy Prince、1913年1月26日 - 1996年10月8日）は、アメリカ合衆国の俳優。
ニューヨーク州タイオガ郡ニコルズ出身。映画・テレビドラマで主に脇役として活躍した。1996年10月8日、死去、83歳。

## 主な出演作品

### 映画
- 君を想いて The Very Thought of You (1944)
- ハリウッド玉手箱 Hollywood Canteen (1944)
- 決死のビルマ戦線 Objective, Burma! (1945)
- 婿探し千万弗 Cinderella Jones (1946)
- 大いなる別れ Dead Reckoning (1947)
- カーネギー・ホール Carnegie Hall (1947)
- 秘境 Lust for Gold (1949)
- シラノ・ド・ベルジュラック Cyrano de Bergerac (1950)
- 放浪の王者 The Vagabond King (1956)
- 死刑台のメロディ Sacco e Vanzetti (1971)
- ふたり自身 The Heartbreak Kid (1972)
- 十月のミサイル The Missiles of October (1974) テレビ映画
- ステップフォード・ワイフ The Stepford Wives (1975)
- ファミリー・プロット Family Plot (1976)
- ネットワーク Network (1976)
- ファイヤー・セール Fire Sale (1977)
- ジェット・ローラー・コースター Rollercoaster (1977)
- ガントレット The Gauntlet (1977)
- スペースキャット The Cat from Outer Space (1978)
- ジェリコ・マイル/獄中のランナー The Jericho Mile (1979) テレビ映画
- ミッキー・ローク/ロサンゼルス美女連続殺人 City in Fear (1980) テレビ映画
- 冤罪 Gideon's Trumpet (1980) テレビ映画
- ブロンコ・ビリー Bronco Billy (1980)
- 奇跡の時間 A Time for Miracles (1980) テレビ映画
- ザ・ソルジャー The Soldier (1982)
- キスミー・グッバイ Kiss Me Goodbye (1982)
- スティング2 The Sting II (1983) クレジットなし
- 映画の作り方教えます Movers & Shakers (1985)
- ザ・ギャンブラー Fever Pitch (1985)
- スパイ・ライク・アス Spies Like Us (1985)
- 新・弁護士ペリー・メイスン/罠 Perry Mason: The Case of the Notorious Nun (1986) テレビ映画
- トップレディを殺せ Assassination (1987)
- ナッツ Nuts (1987)
- バイス・バーサ/ボクとパパの大逆転 Vice Versa (1988)
- シェイクダウン Shakedown (1988)
- 超能力名探偵ボビー Second Sight (1989)
- スポンティニアス・コンバッション/人体自然発火 Spontaneous Combustion (1990)
- 地獄の女アンドロイド Steel and Lace (1991)
- ビバリーヒルズを乗っ取れ! The Taking of Beverly Hills (1991)
- 愛のポートレイト/旅立ちの季節 The Portrait (1993) テレビ映画
- ザ・ペーパー The Paper (1994)

### テレビドラマ
- サスペンス Suspense (1949 - 1953)
- インビジブル・マン The Invisible Man (1975)
- キャプテンたちと王様たち Captains and the Kings (1976) テレビミニシリーズ
- 刑事スタスキー&ハッチ Starsky and Hutch (1979)
- Dr.刑事クインシー Quincy, M.E. (1979 - 1981)
- 探偵ハート&ハート Hart to Hart (1979 - 1981)
- ダイナスティ Dynasty (1981)
- Dr.トラッパー Trapper John, M.D. (1982)
- 大草原の小さな家 Little house on the Prairie (1983)
- サイモン&サイモン Simon & Simon (1984)
- 探偵レミントン・スティール Remington Steele (1984 - 1985)
- 俺たち賞金稼ぎ!!フォール・ガイ The Fall Guy (1985)
- ダラス Dallas (1986)
- マトロック Matlock (1988)
- 戦争と追憶 War and Remembrance (1988 - 1989)
- ジェシカおばさんの事件簿 Murder, She Wrote (1989)
- B.L.ストライカー B.L. Stryker (1989)
- ロー&オーダー Law & Order (1992)
- 炎のテキサス・レンジャー Walker, Texas Ranger (1994)